# 和田正幾
和田 正幾（わだ まさちか、安政6年8月10日（1859年9月6日） - 1933年（昭和8年）4月23日）は、日本の英語学者、青山学院大学教授。

## 来歴
1859年9月6日、江戸本所割下水に、旧幕臣の浅井束・よきの末っ子として生まれる。1867年、明治維新を機に駿河国に移住する。1870年、江原素六の世話で旧幕臣の和田茂の養子となる。1872年に東京に戻り、1873年12月に開成学校の官費生となり、1876年から東京大学で化学を学ぶ。同年12月、ジョージ・コクランより洗礼を受けて伝道者を目指し、横井時雄・山崎為徳とともに退学し、同志社神学校に入学する。新島襄の薫陶を受けていたが、自身が伝道者に不向きであると感じ、1ヶ月で中退する。
1881年3月、津田仙の斡旋により、元良勇次郎とともに耕教学舎（現・青山学院）の経営や教育に携わる。1887年、市原盛宏と共に仙台の東華学校に招聘され、経営や教育の任に当たり、新島襄に代わって校長代理を務める。1890年、論文をアメリカ合衆国ミシガン州にあるアルビオン大学（英語: Albion College）に送付し、修士（Master of Arts）の学位を取得する。1892年、東華学校の廃校とともに東京英学校（耕教学舎の後身）に戻る。
1896年6月、第9回尋常師範学校尋常中学校高等女学校教員免許検定試験に合格し、尋常中学校・高等女学校英語科の教員免許を取得する。同年10月、正則英語学校に出講する。更に、1899年から第一高等学校、1903年から日本大学、1906年から中央大学、1908年から明治大学に出講する。
1906年の青山学院財団法人の成立に伴い、1907年に校友会の総代を理事会に出席させることが決定され、山田寅之助・岡田哲蔵と共に校友会総代に選挙される。
1932年12月11日、円タクに轢かれて頭部を負傷し、一時危篤に陥るが後に全快する。1933年4月23日、脳溢血により死去、享年75歳。墓所は多磨霊園。

## 人物
- 「英語界の長老[6]」とされその学識は認められていたが、教壇の人として終始したため、周囲の懇請があったにもかかわらず書物の刊行はしていない[3][5]。
- 趣味は切手・切符の蒐集[4]。

## 著作
- 青山学院五十年史編纂委員会編 編「私の囘顧」『青山学院五十年史』青山学院、1932年11月、73-77頁。